# Oklahoma City-bombningen
Oklahoma City-bombningen var en terroraktion, der fandt sted den 19. april 1995 i Oklahoma City - hovedstaden i den amerikanske delstat Oklahoma. Terrorangrebet blev udført ved at bringe en lastbil fyldt med en blanding af gødning og dieselolie til sprængning foran Alfred P. Murrah Federal Building. Bombningen kostede 168 mennesker livet og var den voldsomste terroraktion i USA's historie inden terrorangrebet den 11. september 2001. Bygningen husede kontorer, der blev benyttet af den amerikanske forbundsregering, og en vuggestue og børnehave for medarbejdernes børn. 19 af de dræbte var mindre børn.
Kort efter eksplosionen anholdt politiet Timothy McVeigh, der var blevet standset af færdselspolitiet for at køre uden nummerplade og for ulovlig våbenbesiddelse. McVeigh blev hurtigt mistænkt for at være involveret i terrorangrebet og blev ved den efterfølgende retssag kendt skyldig i bombningen og blev dømt til døden og siden henrettet. McVeighs motiv for bombningen var ifølge adskillige vidneudsagn under retssagen et stort had rettet mod den føderale regering.
Ifølge McVeigh udførte han angrebet "for at beskytte sin tro". Han påstod, at hans rettigheder og tro var blevet krænket som følge af en lovændring to år tidligere.